# キャラ☆キング
『キャラ☆キング』は、2008年から2009年まで独立UHF局などで放送されていたバラエティ番組である。当初はテレビ朝日とその系列局で不定期放送されていたが、2008年10月にレギュラー番組化されてからは独立UHF局などで放送。テレビ朝日はレギュラー番組化以後もレギュラー放送を行っておらず、不定期放送のみを続けていた。

## 概要
お笑い芸人たちがキャラクターに扮し、その動画を番組公式サイトで公開し、投票で順位を決めていた番組。10位までにランキングされなかったネタの一部は、「石橋佳奈のイチオシ!キャラ☆コレクション」のコーナーで放送された。
テレビ朝日などで不定期放送されていた当時は55分番組だったが、レギュラー番組化とともに30分番組になったため、両者の内容は若干異なる。
- トップ10に入ったネタは放送されるが、一部カットされる。
- 「キャラ☆コレクション」で紹介される芸人は2組程度で、なおかつ数秒で終わる。
- 放送後に次回の投票が開始される。

## 出演者

### 司会
- 優木まおみ
- 大熊英司（テレビ朝日アナウンサー）

### コーナーリポーター
- 石橋佳奈

### ナレーター
- 清水俊輔（テレビ朝日アナウンサー）
- 角澤照治（テレビ朝日アナウンサー）

### ゲスト
- 高部あい（第1・2回）
- 小阪由佳（第3回、2008年10月マンスリーゲスト）
- 辰巳奈都子（2008年11月マンスリーゲスト）
- 相澤仁美（2008年12月マンスリーゲスト）
- 原幹恵（2009年1月マンスリーゲスト）
- 池田夏希（2009年2月マンスリーゲスト）
- 鈴木あきえ（2009年3月マンスリーゲスト）

## 登場キャラクター
※レギュラー化後
- 五寸釘男（瞬間メタル） - 「何つったっけ」と言った後で、五寸釘男（山口）が伝えたかったことを回りくどい言い回しで話していくキャラクター。この番組のコントの中では長い台詞が多い。
- ゴリ耕作（オテンキ）
- 29（ゴーバンブー）
- 哲学者ボンクラテス（ハマカーン） - 浜谷扮するボンクラテスが疑問に答える。筋肉を使って説明することが多い。
- 球場のアイドル 売り子のまだまちゃん（まだまみき）
- 怪人108面相（HEY!たくちゃん）
- ドフューム（メグちゃん、八幡かおる、まぁこ → 嗚呼!しらき、八幡かおる、まぁこ） - Perfumeのパロディ。初登場時（第1回）はメグちゃんがメンバーにいたが、後に嗚呼!しらきに交替。しらきの「ああ!?」で始まるギャグが落ちのような形になっている。
- モンスターバスターズ（ななめ45°、スピードワゴン小沢） - 男の敵を狩りに行くという設定。狩りの計画を立てる会話が主。
- ヤンキーマジシャンたもつ（エレキコミック） - やついがヤンキー上がりのマジシャン「たもつ」役、今立が「パーフェクト師匠」役。
- 妖怪お坊ちゃま（キラッキラーズ）
- ルージュさん（モエヤン）
- ループマン（ダークホース） - やたらと「ウッソ〜!」という言葉を発するキャラクター。
- 笑うゾンビ（オキシジェン） - 三好がゾンビのような声を発する。
- ザ・ハーツ（スピードワゴン井戸田、ヒデヨシゆうき、ダブルブッキング川元、もっち） - 最初は医者のコントで、ゆうきのみ患者（または患者の父親）役。ズボンの尻の所にハート型の穴を開けていることから『ザ・ハーツ』である。後に全員が議員役となった「選挙立候補者 THE PRIME MINISTER」編も行われている。ここでは井戸田は「民自党総裁」役、川元が「政界のフィクサー」役などを担当。それぞれのコントで共に尻を強く叩き合っていた。
- セクシー将棋（チェリー☆パイ、JJポリマー成田） - チェリー☆パイの2人（みほ竜王、かっすん四段）がセクシーな将棋の一手を演じる。成田は解説者「羽生蝮（はぶまむし）義春」役。画面上が「放送自粛」となったこともあった。みほはこのコントを演じるにあたり「それまで将棋を詳しく知らなかったので、将棋のことを勉強した」という[1]。
- 掃除機マン（飯塚俊太郎）
- パンダーズ（ガッポリ建設）
- ヘヴィメタ先生（大輪教授）
- 魔王（流れ星） - 魔王と勇者のキャラに分かれての、コンピュータRPG仕立てのコント。面白ければ先へ進めるというもの。
- 相方（イワイガワ） - 『相棒』のパロディ。井川が「鶴山」（亀山（寺脇康文）のパロディ）、岩井が「左京」（右京（水谷豊）のパロディ）に扮する。
- アメリカン親父（オードリー） - アメリカかぶれの父親に扮する春日と息子役の若林。春日は下ネタを言うことが多い。
- カンフー先生（よしこさん）
- 教習所の佐々木さん（じゅんご、エーデルワイス門田）
- 黒TSUBAKI（βMW.c）
- コール交渉人（磁石、ダブルブッキング、ズドン） - 問題が起こった所へホストのような交渉人三人（磁石永沢、ズドン、ダブルブッキング黒田）が駆け付け、解決しようとするコント。ホスト風のコールを多用していた。
- スフィンクスと旅人（流れ星） - スフィンクス（ちゅうえい）の出す問題に旅人（瀧上）が答えるというもの。答えられなければ食べてしまうという設定。
- 島盗作（ヒデヨシ） - ゆうきが島盗作役、岡本が課長役に扮する。
- 体育教師の佐々木さん（じゅんご）
- 雑山さん（ハマカーン）
- ハンセン&ブロディ（ガッポリ建設）
- ザ・ボディビルダー（オードリー） - 春日がよくポージングをするボディビルダー役で、体にローションを塗っている。2008年12月から翌2009年1月にかけて、5週連続1位という記録を持っている。
- ランプの精（イワイガワ） - 岩井がランプの精に扮する。
- 3年寝言太郎（つぶやきシロー）
- アントワネット3姉妹（3婦人課）
- キューテン会（スピードワゴン小沢、ななめ45°、流れ星ちゅうえい） - 場面が次々急展開していくコント。思いがけない展開にこうご期待のメンバーである。
- デス男（どきどきキャンプ）
- 姿三四五郎（ハマカーン） - 浜谷が主に新人派遣社員役で、何でも柔道に結び付けては神田に技をかけるというもの。なお、学生時代は2人とも柔道部だった。
- ひらめきくん（高橋工房、ヒデヨシ岡本） - 高橋が発明少年に扮する。持って来る発明品はあまり役に立ちそうにないものばかりというもの。
- ビジュアル系社長（クロノユウスケ） - 「株式会社ディルアンイレブン」の社長というキャラ。「ディスティニー!」という決め台詞とポーズがある。
- こわがりエミちゃん（川村エミコ、白鳥久美子） - 変な理由を言っては出かけるのを嫌がって泣き出す川村と、それを手を叩いたりしながら励ます白鳥のコント。「（川村を）応援したい気持ちで」白鳥が思い付いたキャラだという[1]。なお、この二人は「たんぽぽ」というコンビのメンバー同士であり、このコントでの衣装は「たんぽぽ」と同様の黄色を主としたものである。
- 洗濯機マン（飯塚俊太郎）
- 迷惑親子（イワイガワ、朝倉えりか） - 父親役のジョニ男がボケる度に娘役の朝倉がジョニ男の頭をお盆で叩く。しかし、朝倉えりかふんするジョニ男の娘は、一切喋らず淡々と叩く若干不思議なキャラである。終わりに「ワァオ!オイルショック!!」という台詞で締めている。
- ホストクラブ アメリカンドリーム（イワイガワジョニ男、流れ星瀧上） - ジョニ男が先輩ホスト役、瀧上が新人ホスト役で、ジョニ男による熱血指導のコント。田舎町のホストクラブという設定で、「アンビバボ!」という定番の台詞がある。
- ダイバーズ（ヒデヨシ岡本、弾丸ビーンズ市川、ダブルブッキング川元）
- パクちゃんキムちゃん（庵。） - 庵。の定番ネタの一つである、ハングル漫才を基にしたコント。
- ツッコミ隊（磁石、ズドン、ダブルブッキング黒田、もっち）
- 2択ファイター（オードリー、ハマカーン浜谷） - オードリー若林が2つの選択で悩んでいる時に、その選択肢を体に書いたオードリー春日とハマカーン浜谷が現れ、バトルを展開。若林は最終的に勝った方を選ぶ。その後、出演者を増やして（神田やどきどきキャンプ）『2択ファイターSP』というコントもスタートしている。
- 山口オロチ（瞬間メタル、もぐらパーティー林） - 前田は、赤い全身タイツで「山口の体から吹き出すオーラ」というキャラクターを演じている。
- セクシー社交ダンス（チェリー☆パイ、JJポリマー成田） - チェリー☆パイのセクシーな技を入れながらのダンスに、成田（キャラ名は「加藤ステップ一二三」）が解説を入れていくもの。
- イモザイル（U字工事、ふとっちょ☆カウボーイ、アッキー）
- ガールズバー（磁石・佐々木、青島あきな、桜塚やっくん、ユリサ）
- ステゴロのケンさん（ハマカーン）
- 出鱈目カンペー（イワイガワ、朝倉えりか）

## ランキング（第1回 - 第4回）
テレビ朝日で不定期に放送された4回分のみを掲載。

## スタッフ
- 企画・構成：笠博勝
- 構成：蒲田幸成、相澤昇、米川榮一、川上テッペイ、くらなり
- 技術：八峯テレビ
- TP：田熊克二
- SW：先崎聡
- CAM：佐藤大視
- AUD：長谷川輝彦
- VE：藤崎康広
- 美術：橋本昌和（フジアール）
- メイク：フェアウインズ
- MA：宮嶌宏道（studio mic）
- 音響効果：岡田貴志（マジカル）
- ホームページ制作：荒木美佳
- 制作アシスタントプロデューサー：みうらさなえ
- AD：土屋佳弘、大和田卓
- ディレクター：小川剛、小石重造、今村光宏、吉田美樹
- 演出：田村育.
- プロデューサー：和田雄一郎、吉田健一、西本崇史、村松史、志岐誠
- 制作協力：NAVI
- 製作：「キャラ☆キング」製作委員会

## 放送局

### 不定期放送
| 放送対象地域 | 放送局     | 系列           | 放送日時 |
| ------------ | ---------- | -------------- | --- |
| 関東広域圏   | テレビ朝日 | テレビ朝日系列 | 2008年7月12日（土曜） 27:10 - 28:05 2008年9月6日0（土曜） 25:45 - 26:40 2008年10月3日（金曜） 25:50 - 26:45 2009年1月24日（土曜） 26:55 - 27:50 2009年5月2日0（土曜） 26:25 - 27:20 |
| 中京広域圏   | メ〜テレ   | テレビ朝日系列 | 2008年7月12日（土曜） 27:00 - 27:55 2008年9月6日0（土曜） 26:19 - 27:10 |
| 近畿広域圏   | 朝日放送   | テレビ朝日系列 | 2008年7月13日（日曜） 27:05 - 28:00 2008年10月8日（水曜） 26:24 - 27:19 2009年2月7日0（土曜） 28:25 - 29:20                                                                         |

### レギュラー放送
| 放送対象地域   | 放送局           | 系列           | 放送日時                                             | 備考                                                                  |
| -------------- | ---------------- | -------------- | ---------------------------------------------------- | --------------------------------------------------------------------- |
| 埼玉県         | テレ玉           | 独立UHF局      | 火曜 19:00 - 19:30 （2008年10月7日 - 2008年11月4日） |                                                                       |
| 東京都         | TOKYO MX         | 独立UHF局      | 土曜 23:00 - 23:30 （2008年10月4日 - 2009年3月28日） | 2009年4月からは金曜22:30枠で再放送 2009年7月からは火曜27:00枠で再放送 |
| 神奈川県       | tvk              | 独立UHF局      | 日曜 23:30 - 24:00 （2008年10月5日 - 2009年3月29日） | 2009年4月からは同時間帯で再放送                                       |
| 京都府         | KBS京都          | 独立UHF局      | 金曜 26:00 - 26:30 （2008年10月3日 - 2009年3月27日） | 2009年4月からは水曜24:00枠で再放送                                    |
| 兵庫県         | サンテレビ       | 独立UHF局      | 月曜 25:10 - 25:40 （2008年10月6日 - 2009年3月30日） |                                                                       |
| 中京広域圏     | メ〜テレ         | テレビ朝日系列 | 木曜 27:20 - 27:50 （2008年10月2日 - 2009年3月26日） |                                                                       |
| 鳥取県・島根県 | 山陰放送         | TBS系列        | 金曜 25:25 - 25:55 （2009年4月17日 - 2009年12月6日） |                                                                       |
| 日本全域       | テレ朝チャンネル | CSチャンネル   | 火曜 24:50 - 25:20 （2008年10月7日 - 2009年3月24日） | 土曜24:00枠で再放送 2009年4月からは金曜24:30枠で再放送                |
| 日本全域       | Sky・A sports+   | CSチャンネル   | 日曜不定時（2008年10月19日 - 2009年3月29日）         | 2008年12月からは月曜不定時に再放送                                    |

## DVD
いずれもポニーキャニオンから発売。
- キャラ☆キング おいっ!サイコ野郎!!の巻（2009年1月21日）
- キャラ☆キング ♪1度と言わず2度♪3度♪の巻（2009年1月21日）
- キャラ☆キング 1勝イッパイパイの巻（2009年1月21日）
- キャラ☆キング お前のケツは不合格〜ッ!!の巻（2009年2月27日）
- キャラ☆キング ヌルヌルローション男の“ハッ!”の巻（2009年2月27日）
- キャラ☆キング ワァオ!オイルショック!!の巻（2009年2月27日）
- キャラ☆キング ヌルヌルローション男 快珍撃!の巻（2009年4月24日）
- キャラ☆キング 晩メシ喰うのは朝メシ前!!の巻（2009年4月24日）
- キャラ☆キング クリームで、お尻ツルツル フリーダム!!の巻（2009年4月24日）
- キャラ☆キング あの春日がトゥース!リアルファイトは悩んじゃうなぁの巻（2009年5月29日）
- キャラ☆キング ウ○コがウニになった!キュ〜♪キュキュッキュ♪キュ〜テン会♪の巻（2009年5月29日）
- キャラ☆キング 俺は最強の男 山口オロチ!弟の名前は山口イチモツ!!の巻（2009年5月29日）